# Rameldange
Rameldange (lb. Rammeldang, niem. Rameldingen) – wieś (Uertschaft) w środkowym Luksemburgu, w kantonie Luksemburg, w gminie Niederanven. Do 3 października 2015 miejscowość leżała w dystrykcie Luksemburg. Liczy 883 mieszkańców (1 stycznia 2023). 